# Бервенец
Бервенец — деревня в Пеновском районе Тверской области России. Входит в состав Чайкинского сельского поселения.

## География
Расположена в 16 км по прямой и в 23 км по автодорогам к северо-западу от районного центра.

## Топоним
Название деревня получила от окружающих её боров.

## История
Деревня находилась на Холмском тракте, соединяющем города Осташков и Холм. В XIX веке в деревне действовали спичечная фабрика и земская станция. В 1913 году в Бервенце была открыта начальная школа.
С 2003 года Бервенец является местом старта и финиша Ралли Пено — в разные годы этапа чемпионата и кубка России по ралли. В деревне обычно проводится парная гонка.

## Население
| 1897 | 2010 |
| ---- | ---- |
| 75   | ↘21  |

Согласно результатам переписи 2002 года, в национальной структуре населения русские составляли 100% от общей численности населения в 27 чел..

## Транспорт
Деревня доступна автотранспортом, через неё проходит автодорога 28Н-1237. Остановка общественного транспорта «Бервенец».